# Match des Champions (Basketball, Männer)
Im Match des Champions (deutsch Spiel der Meister) treten der französische Basketballmeister gegen den Pokalsieger an. Sollte ein Verein beide Wettbewerbe gewonnen haben, dann tritt dieser gegen den Pokalfinalisten an. In den ersten drei Jahren, von 2005 und 2008, wurde der MdC auf den ersten Spieltag der Pro A gelegt, was die Bedeutung des Spiels zu konterkarieren schien, weshalb der MdC seitdem vor der Saison gespielt wird.

## Ergebnisse
| Jahr | Sieger                        | Finalist                | Endstand | Ort                                  |
| ---- | ----------------------------- | ----------------------- | -------- | ------------------------------------ |
| 2005 | BCM Gravelines                | SIG Strasbourg          | 88:71    | Sportica, Gravelines                 |
| 2006 | JDA Dijon                     | Le Mans SB              | 70:69    | Antarès, Le Mans                     |
| 2007 | Élan Béarnais Pau-Lacq-Orthez | Chorale Roanne          | 79:74    | Palais des Sports de Pau, Pau        |
| 2008 | SLUC Nancy                    | ASVEL                   | 76:73    | Palais des Sports Jean-Weille, Nancy |
| 2009 | ASVEL                         | Le Mans SB              | 76:54    | Stade Jean-Bouin, Angers             |
| 2010 | Cholet Basket                 | Orléans Loiret Basket   | 85:79OT  | Cholet, La Meilleraie                |
| 2011 | SLUC Nancy (2. Titel)         | Élan Sportif Chalonnais | 89:83    | Palais des Sports Jean-Weille, Nancy |
| 2012 | Limoges CSP                   | Élan Sportif Chalonnais | 78:76    | Palais des congrès de Paris, Paris   |
| 2013 | Paris-Levallois Basket        | JSF Nanterre            | 81:72    | Vendéspace, Mouilleron-le-Captif     |
| 2014 | JSF Nanterre                  | Limoges CSP             | 70:54    | Rouen, Kindarena                     |
| 2015 | SIG Strasbourg                | Limoges CSP             | 86:59    | Villeurbanne, Astroballe             |
| 2016 | ASVEL (2. Titel)              | Le Mans SB              | 75:71    | Vendéspace, Mouilleron-le-Captif     |
| 2017 | JSF Nanterre (2. Titel)       | Élan Sportif Chalonnais | 95:69    | Vendéspace, Mouilleron-le-Captif     |

- OT = Overtime